# シタバヌプリ山
シタバヌプリ山（シタバヌプリやま）は、北海道の標津郡中標津町にある標高640mの山である。

## 概要
知床連峰西部の養老牛岳から中標津町側に伸びる尾根上にある山で、最高峰と三角点がある峰の双耳峰を成す。最高峰は640mであるが、すぐ南の峰（602.7m）には三等三角点「余呂牛」が設置されている。
山名は諸説あり、一つは「sitappa-nupuri（やけど・山）」で禿山を指す説やシタバノボリ川とシタバノボリノ沢川の間にあることから「si-tepa-nupuri（大きな・ふんどし・山）」を意味するという説がある。

## 登山
登山道はないため残雪期に登られることが多い。主なルートはパウシベツ第4支線林道から尾根に取り付いて山頂へ至る。林道は除雪がされてない場合もあり、その場合は道道505号からパウシベツ林道を歩いて行く必要がある。三角点がある峰を山頂とする人も少なくない。